# Kwarcowe kocie oko
Kwarcowe kocie oko – zielonoszara, szara lub niebieskozielona, szarobrunatna, żółtozielona, a nawet biała, nieprzezroczysta odmiana kwarcu, wykazująca optyczny efekt kociego oka w postaci przemieszczającej się (w trakcie obracania kamienia), pasowej migotliwości lub jasnej smugi przypominającej wyglądem źrenicę kociego oka.
Efekt ten powodują włókniste wrostki azbestu amfibolowego lub azbestu chryzotylowego. Kwarcowe kocie oko jest minerałem bardzo rzadkim.
Miejsca występowania: Sri Lanka, Mjanma, Indie, Brazylia, Meksyk, USA, Niemcy.
Własności (poza barwą), zastosowanie kwarcowego kociego oka są identyczne jak kwarcowego tygrysiego oka.